# 제프 맥케이
제프 맥케이(Jeff MacKay, 1948년 10월 20일 ~ 2008년 8월 22일)는 미국의 성우, 텔레비전 배우, 영화배우이다.
댈러스에서 태어났으며 털사에서 사망하였다. 사인은 간암이다.

## 방송
- 애꾸눈 해피
- 제8 전투 비행대

## 영화
- 누명 2 (1993년)
- 송라이터 (1984년)
- 에어울프 - 시리즈 (1984년) - 버디 역
- 애꾸눈 해피 (1982년)
- 악녀의 저주 (1981년)
- 날으는 슈퍼맨 (1981년)
- 매그넘 P.I. (1980년)
- 배틀스타 갤럭티카 2 (1978년)
- 배틀스타 갤럭티카 - 78년 시리즈 (1978년)
- 제8 전투 비행대 (1976년)
- 모두가 대통령의 사람들 (1976년)